# 安东尼·莫斯
安东尼·莫斯（英語：Anthony Mosse，1964年10月29日—），新西兰男子游泳运动员。他曾代表新西兰参加1984年和1988年夏季奥林匹克运动会游泳比赛，其中1988年夏季奥运会获得一枚铜牌。